# Richard-Brasier

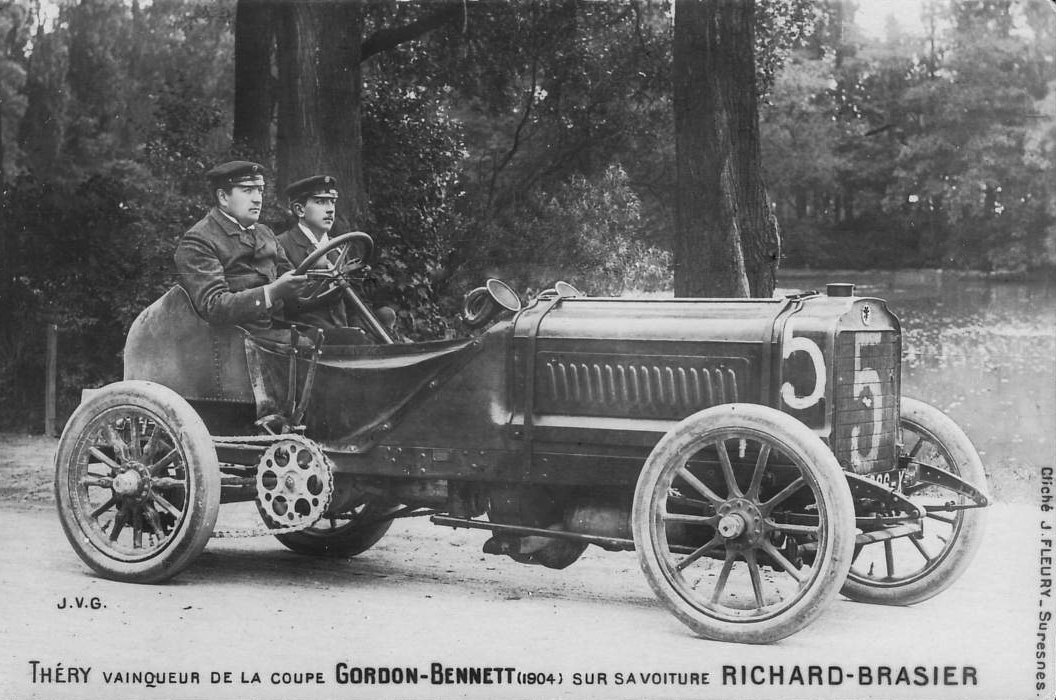
Richard-Brasier beim Gordon-Bennett-Rennen 1904. Am Steuer Léon Théry.

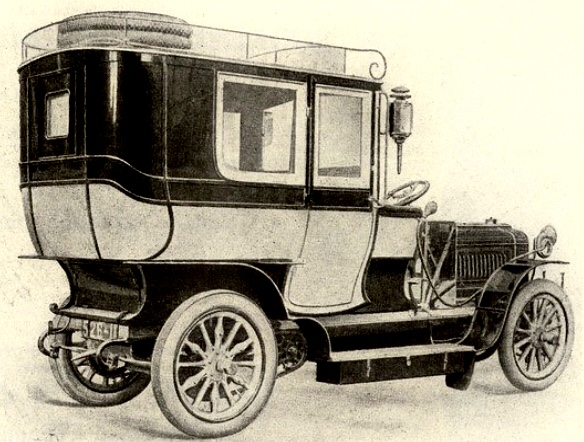
Richard-Brasier 40 CV

Richard-Brasier war ein französischer Automobilhersteller.

## Unternehmensgeschichte
Georges Richard und der Konstrukteur Henri Brasier gründeten Anfang 1903 in Porte d’Ivry, einem Vorort von Paris, das Unternehmen als Nachfolgeunternehmen von Georges Richard. Im Oktober 1904 trennten sich die beiden Unternehmer. Georges Richard gründete Unic, während Henri Brasier Brasier gründete.

## Übersicht
- 1897–1902 Société des Anciens Établissements Georges Richard von Georges Richard, Maxime Richard sowie ab 1901 Henri Brasier
- 1903–1904 Richard-Brasier von Georges Richard und Henri Brasier
- 1905–1940 Unic von Georges Richard, ab 1922 George Dubois
- 1905–1926 Société des Automobiles Brasier von Henri Brasier
- 1926–1930 Chaigneau-Brasier

## Fahrzeuge
Anfangs wurden vier verschiedene Modelle vom 10 CV bis zum Vierzylindermodell 40 CV hergestellt, die den damaligen Fahrzeugen von Panhard & Levassor ähnelten. 1904 kamen zwei Zweizylindermodelle dazu.
Léon Théry gewann 1904 das Gordon-Bennett-Rennen auf einem Richard-Brasier.
Ein Fahrzeug dieser Marke ist in der Shuttleworth Collection in Biggleswade in Bedfordshire zu besichtigen.